# Kenderes
Kenderes là một thành phố thuộc hạt Jász-Nagykun-Szolnok, Hungary. Thành phố này có diện tích 111,24 km², dân số năm 2010 là 4840 người, mật độ 44 người/km².